# Opius vianus
Opius vianus är en stekelart som först beskrevs av Fischer 1983.  Opius vianus ingår i släktet Opius och familjen bracksteklar. Inga underarter finns listade i Catalogue of Life.